# Sphaerotheca leucorhynchus
Sphaerotheca leucorhynchus és una espècie de granota que viu a l'Índia.